# Златко Дедич
Зла́тко Де́дич (словен. Zlatko Dedič; нар. 5 жовтня 1984, Бихач, СФРЮ) — словенський футболіст, нападник клубу «Бохум» і збірної Словенії.

## Біографія
Народився в Бихачі, в північно-західній частині Боснії і Герцеговини, виріс у селі Підгір'я на південному-заході Словенії, поблизу містечка Копер. Вихованець клубу «Копер». У сезоні 2000/01, у віці 16 років, дебютував у дорослому футболі, провівши три гри за цей клуб у вищій словенській лізі.
У 2001 у був придбаний «Пармою», клубом італійської Серії A, в якій потім грав три сезони за молодіжний склад, за основний же склад не зіграв жодного разу. Сезон 2004/05 провів у оренді в «Емполі» у Серії B, зігравши 10 ігор у складі клубу і ставши переможцем Серії. У сезоні 2005/06 до Нового року грав у «Пармі», провівши 10 матчів за основний склад у Серії A, другу ж половину сезону провів у оренді в складі аутсайдера Серії B «Кремонезе», за підсумками сезону покинув її, там він забив 5 м'ячів в 17 іграх. Потім знову повернувся в «Парму», але по ходу сезону 2006/07 після шести ігор в її складі перейшов до складу середняка Серії B «Фрозіноне»; граючи за «Фрозіноне» і П'яченцу, інший клуб Серії B, Дедич показував непогану результативність (26 м'ячів за майже три сезони). З червня 2009 і по теперішній час виступає в Бундеслізі за «Бохум».

### Міжнародна кар'єра
За збірну Словенії грає з 2004, провів 21 матч. Дебютував у її складі 18 серпня 2004 року в товариському матчі із Сербією і Чорногорією (1:1). Перший гол за збірну забив у матчі відбіркового турніру ЧС-2010 проти поляків (6 вересня 2008; 1:1). Через рік, 9 вересня 2009, забив гол у ворота поляків у домашньому матчі-відповіді (рахунок 3:0), який став для нього другим у складі національної команди.
18 листопада 2009 року у відповідному стиковому домашньому матчі відбіркового турніру ЧС-2010 проти збірної Росії забив гол, який приніс перемогу словенцям (1:0) і вивів їх на чемпіонат світу (за рахунок гостьового гола у першій грі, програній 1:2).